# Douglas McDonald
Douglas McDonald (auch als Dougie McDonald bekannt; * 8. Oktober 1965 in Edinburgh) ist ein ehemaliger schottischer Fußballschiedsrichter. Der von Beruf als Verkehrsplaner arbeitende McDonald pfiff von 1997 bis 2010 für den schottischen Fußballverband und ab dem Jahr 2000 als FIFA-Schiedsrichter in internationalen Begegnungen. Er beendete seine Karriere im Jahr 2010 mit sofortiger Wirkung, kurze Zeit nach dem Spiel zwischen Celtic Glasgow und Dundee United, nachdem starke Kritik an ihm aufkam. In der Folge kam es zum „Schottischen Fußballschiedsrichterstreik“.

## Karriere
Douglas McDonald leitete von 1997 bis 2010 über 220 Spiele der Scottish Premier League. In seiner Karriere als Schiedsrichter war er zudem in den Spielzeiten 2006/07 und 2008/09 in zwei Endspielen um den Schottischen Ligapokal als Unparteiischer aktiv. Ebenso in zwei Finals um den Schottischen Pokal in den Spielzeiten 2005/06 und 2009/10. Zudem pfiff er zwei Partien in der WM- und eins in der EM-Qualifikation. Hinzu kamen sechs internationale Freundschaftsspiele. Des Weiteren kam er im UEFA-Cup und der Europa League sowie im UI-Cup und der Champions-League-Qualifikation zum Einsatz.